# Großer Preis von Deutschland 1938

Der Nürburgring in seiner befahrenen Version der Nordschleife.

Der XI. Große Preis von Deutschland fand am 24. Juli 1938 auf der Nordschleife des Nürburgrings statt. Als Grande Épreuve zählte das Rennen zur Grand-Prix-Europameisterschaft 1938 und wurde nach den Bestimmungen geänderten Internationalen Grand-Prix-Formel (i. W. Rennwagen bis 3 Liter Hubraum mit Kompressor und bis 4,5 Liter Hubraum ohne Kompressor; Mindestgewicht 850 kg; Renndistanz mindestens 500 km) über 22 Runden à 22,810 km ausgetragen, was einer Gesamtdistanz von 501,82 km entsprach.
Sieger wurde Richard Seaman auf einem Mercedes-Benz W 154, der als „Juniorfahrer“ des Teams damit seinen ersten Sieg in einem Internationalen Großen Preis erringen konnte und in den Kreis der internationalen Rennfahrer-Elite aufstieg.

## Das Rennen

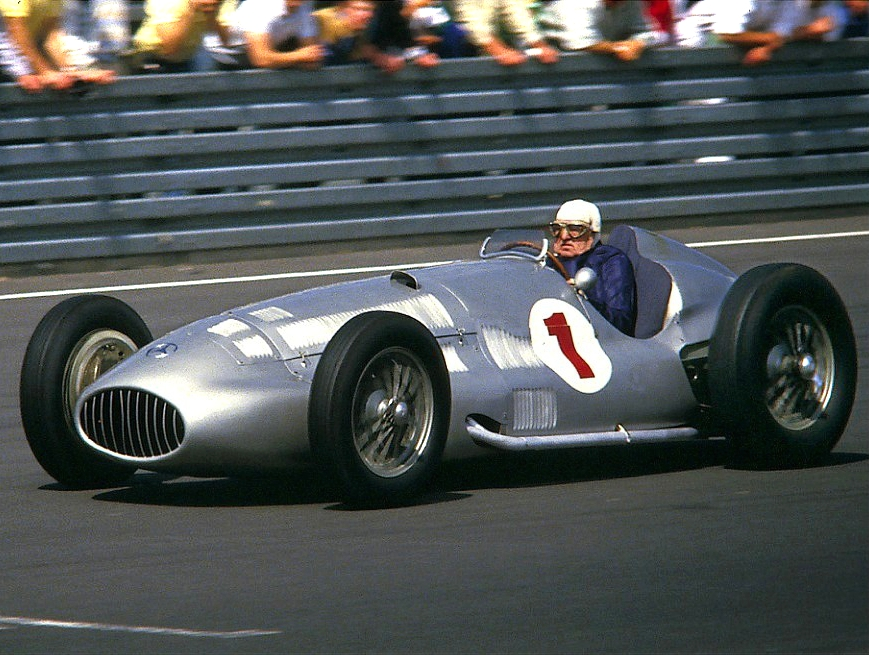
Hermann Lang im Mercedes-Benz W 154 beim Oldtimer-Grand-Prix 1986 auf dem Nürburgring

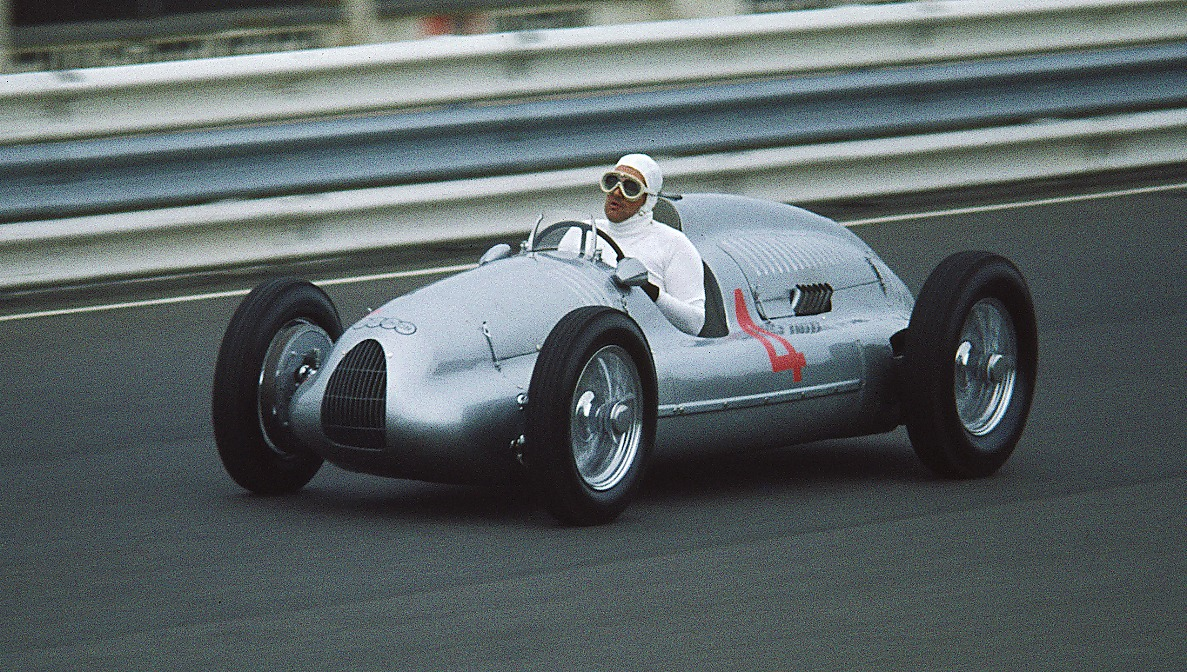
Auto Union Typ D 1979 auf der Zielgeraden des Nürburgrings, gefahren von Colin Crabbe

Zum Heim-Grand-Prix traten die beiden deutschen Rennställe traditionell mit maximalem Aufwand an. Das galt insbesondere für das Team von Mercedes-Benz, das die Saison bislang vollständig dominiert hatte, und mit nicht weniger als vier Einsatzfahrzeugen und drei Trainingsautos an den Nürburgring angereist war. Damit stand Mercedes-„Junior“ Richard Seaman zum ersten Mal ein Auto zur Verfügung, mit dem er neben der Stammbesetzung aus Europameister Rudolf Caracciola, Manfred von Brauchitsch und Hermann Lang am Rennen teilnehmen konnte. Dabei kam von Brauchitsch beinahe wieder an den im Vorjahr von Auto-Union-Fahrer Bernd Rosemeyer aufgestellten Trainingsrekord heran, obwohl aufgrund des neuen Reglements der Hubraum seines Mercedes-Benz W 154 praktisch halbiert worden war.
Der Rennstall der Auto Union befand sich dagegen nach dem Verlust Rosemeyers, der bei einem Rekordversuch zu Beginn des Jahres tödlich verunglückt war, weiter in einem Konsolidierungsprozess. Das Team hatte sich völlig auf den einstigen Starpiloten ausgerichtet und schien nach dessen Tod zunächst völlig orientierungslos. Zum Großen Preis von Deutschland hatte man jedoch zumindest zwei Wagen des neuen Grand-Prix-Modells Auto Union Typ D fertig und mit Tazio Nuvolari, der bei Alfa Romeo im Streit ausgeschieden war, auch wieder einen Top-Piloten unter Vertrag nehmen können. Obwohl er noch Mühe hatte, sich mit dem Fahrverhalten des für ihn ungewohnten Heckmotorrennwagens anzufreunden, konnte er prompt die beste Trainingszeit des Teams erzielen, wenn auch erst hinter den vier Mercedes-Piloten. Daneben hatte man außerdem den erfahrenen Hans Stuck wieder verpflichtet, der für die Auto Union in früheren Jahren bereits drei Siege in internationalen Großen Preisen errungen hatte, dessen Vertrag aber Ende 1937 aus Altersgründen eigentlich nicht mehr verlängert worden war. Daneben mussten sich die beiden weniger erfahrenen Rudolf Hasse und H. P. Müller weiterhin mit ihren Auto Union Typ C/D-Übergangsmodellen, mit dem neuen 3-Liter-V12 im letztjährigen Chassis, begnügen.
Auch Alfa Romeo befand sich in einer problematischen Lage. Nach Nuvolaris Abgang wurde Giuseppe Farina zum neuen Mannschaftsführer, der aber noch nicht zur absoluten Fahrer-Elite gehörte. Ein zweiter Alfa Romeo Tipo 312 mit V12-Motor wurde außerdem für Clemente Biondetti eingesetzt, aber das Modell war den deutschen „Silberpfeilen“ maschinell unterlegen. Während Maserati für das Rennen nicht gemeldet hatte, trat mit der Ecurie Bleue noch ein weiterer Werksrennstall an. Die Fahreigenschaften des völlig neuen Grand-Prix-Modells Delahaye Type 155 erwiesen sich im Training allerdings als unbefriedigend, weshalb das Team für Gianfranco Comotti und René Dreyfus auf zwei wesentlich schwächere zweisitzige Rennsportwagen Delahaye Type 145 zurückgreifen musste.
Beim Start ging Mercedes-Pilot Lang in Front, gefolgt von Nuvolari, Seaman und Caracciola. Nuvolari schien mit seinem Auto Union unter Rennbedingungen wenig vertraut. Er kam schon in der Auftaktrunde von der Strecke ab und musste das beschädigte Auto kurz darauf aufgeben. Auch die übrigen Auto-Union-Fahrer wirkten nicht allzu stark, so dass Mercedes mit vier Wagen vorn lag. Wenig später musste Lang mit unrund laufendem Motor einen außerplanmäßigen Boxenstopp einlegen und von Brauchitsch, der sich mittlerweile an Seaman wie auch am gesundheitlich beeinträchtigten Caracciola vorbeigeschoben hatte, übernahm die Führung. 
Zwischen den beiden Mercedes-Piloten an der Spitze entwickelte sich in der Folge – entgegen der von Mercedes-Rennleiter Alfred Neubauer ausgegebenen Stallorder – ein intensives Duell, in dem von Brauchitsch gegenüber seinem jungen Stallkollegen Seaman die Oberhand zu behalten schien. Als der Führende jedoch zu seinem zweiten Tank- und Reifenstopp an die Boxen kam, ergoss sich Treibstoff über das Heck des Autos, das Sekunden später in Flammen aufging. Von Brauchitsch wurde aus dem Cockpit gezogen, um seine brennende Kleidung zu löschen, während die Boxenmannschaft gleichzeitig mit Löschschaum gegen das Feuer vorging. In der Zwischenzeit war kurz nach von Brauchitsch auch Seaman zu seinem Stopp hereingekommen und trotz des herrschenden Chaos problemlos abgefertigt worden. Die Szene, die für die Wochenschau ganz aufgezeichnet wurde, gehört heute zu den bekanntesten Filmdokumenten dieser Rennepoche. Zwar stieg von Brauchitsch kurze Zeit später noch einmal in seinen völlig mit Löschschaum überzogenen Rennwagen, kam aber beim Versuch, Seaman abzufangen, bei hoher Geschwindigkeit von der Strecke ab und überstand den nachfolgenden Unfall nur mit großem Glück völlig unverletzt. So konnte Seaman ungefährdet dem ersten Sieg seiner Karriere entgegenfahren. Lang, der Caracciolas Auto übernommen hatte, wurde mit vier Minuten Rückstand Zweiter.

## Meldeliste
| Team                           | Nr. | Fahrer                  | Info  | Chassis             | Motor                                   | Reifen |
| ------------------------------ | --- | ----------------------- | ----- | ------------------- | --------------------------------------- | ------ |
| Auto Union AG                  | 02  | Tazio Nuvolari          |       | Auto Union Typ D    | Auto Union 3.0L V12 Kompressor          |        |
| Auto Union AG                  | 04  | Hans Stuck              |       | Auto Union Typ D    | Auto Union 3.0L V12 Kompressor          |        |
| Auto Union AG                  | 06  | Rudolf Hasse            |       | Auto Union Typ C/D  | Auto Union 3.0L V12 Kompressor          |        |
| Auto Union AG                  | 08  | Hermann Paul Müller a   |       | Auto Union Typ C/D  | Auto Union 3.0L V12 Kompressor          |        |
| Auto Union AG                  |     | Christian Kautz         | RES   |                     |                                         |        |
| Auto Union AG                  |     | Ulrich Bigalke          | RES   |                     |                                         |        |
| Daimler-Benz AG                | 10  | Rudolf Caracciola b     |       | Mercedes-Benz W 154 | Mercedes-Benz M 154 3.0L V12 Kompressor |        |
| Daimler-Benz AG                | 12  | Manfred von Brauchitsch |       | Mercedes-Benz W 154 | Mercedes-Benz M 154 3.0L V12 Kompressor |        |
| Daimler-Benz AG                | 14  | Hermann Lang c          |       | Mercedes-Benz W 154 | Mercedes-Benz M 154 3.0L V12 Kompressor |        |
| Daimler-Benz AG                | 16  | Richard Seaman          |       | Mercedes-Benz W 154 | Mercedes-Benz M 154 3.0L V12 Kompressor |        |
| Daimler-Benz AG                | 18  | Walter Bäumer           | RES d | Mercedes-Benz W 154 | Mercedes-Benz M 154 3.0L V12 Kompressor |        |
| Daimler-Benz AG                |     | Louis Chiron            | RES   |                     |                                         |        |
| Daimler-Benz AG                |     | Heinz Brendel           | RES   |                     |                                         |        |
| Daimler-Benz AG                |     | Hans-Hugo Hartmann      | RES   |                     |                                         |        |
| Écurie Bleue                   | 20  | René Dreyfus            |       | Delahaye 145 e      | Delahaye 145 4.5L V12                   |        |
| Écurie Bleue                   | 22  | Gianfranco Comotti      |       | Delahaye 145 e      | Delahaye 145 4.5L V12                   |        |
| Alfa Corse                     | 24  | Giuseppe Farina         |       | Alfa Romeo Tipo 312 | Alfa Romeo 3.0L V12 Kompressor          |        |
| Alfa Corse                     | 26  | Clemente Biondetti      |       | Alfa Romeo Tipo 312 | Alfa Romeo 3.0L V12 Kompressor          |        |
| Alfa Corse                     |     | Carlo Pintacuda         | RES   |                     |                                         |        |
| Scuderia Torino                | 28  | Piero Taruffi           |       | Alfa Romeo Tipo 308 | Alfa Romeo 3.0L I8 Kompressor           |        |
| Scuderia Torino                | 30  | Pietro Ghersi           |       | Alfa Romeo 8C 2900A | Alfa Romeo 2.9L I8 Kompressor           |        |
| Scuderia Torino                |     | Piero Dusio             | RES   |                     |                                         |        |
| Écurie Du Puy & de Graffenried | 32  | Toulo de Graffenried    |       | Maserati 6C-34      | Maserati 3.0L I6 Kompressor             |        |
| Écurie Du Puy & de Graffenried |     | John Du Puy             | RES   |                     |                                         |        |
| E. Festetics                   | 34  | Ernő Festetics          | DNA   | Alfa Romeo Tipo B   | Alfa Romeo 2.9L I8 Kompressor           |        |
| A. Hyde                        | 36  | Arthur Brookes Hyde     |       | Maserati 8CM        | Maserati 3.0L I8 Kompressor             |        |
| Écurie Helvetia                | 38  | Herbert Berg            |       | Maserati 6CM        | Maserati 1.5L I6 Kompressor             |        |
| P. Pietsch                     | 40  | Paul Pietsch            |       | Maserati 6CM        | Maserati 1.5L I6 Kompressor             |        |
| R. Balestrero                  | 42  | Renato Balestrero       |       | Alfa Romeo Tipo 308 | Alfa Romeo 3.0L I8 Kompressor           |        |
| R. Balestrero                  |     | Vittorio Belmondo       | RES   |                     |                                         |        |
| Scuderia Ambrosiana            | 44  | Franco Cortese          |       | Maserati 6CM        | Maserati 1.5L I6 Kompressor             |        |

## Startaufstellung
| 3                  |                       | 2                  |                        | 1                          |
| ------------------ | --------------------- | ------------------ | ---------------------- | -------------------------- |
| Seaman 10:01,2 min |                       | Lang 9:54,1 min    |                        | von Brauchitsch 9:48,4 min |
|                    | 5                     |                    | 4                      |                            |
|                    | Nuvolari 10:03,3 min  |                    | Caracciola 10:03,1 min |                            |
| 8                  |                       | 7                  |                        | 6                          |
| Stuck 10:23,0 min  |                       | Müller 10:19,3 min |                        | Hasse 10:19,1 min          |
|                    | 10                    |                    | 9                      |                            |
|                    | Biondetti 10:50,0 min |                    | Farina 10:31,1 min     |                            |
| 13                 |                       | 12                 |                        | 11                         |
| Pietsch            |                       | Dreyfus            |                        | Taruffi                    |
|                    | 15                    |                    | 14                     |                            |
|                    | Ghersi                |                    | Hyde                   |                            |
| 18                 |                       | 17                 |                        | 16                         |
| Berg               |                       | Cortese            |                        | Balestrero                 |
|                    | 20                    |                    | 19                     |                            |
|                    | de Graffenried        |                    | Comotti                |                            |

## Rennergebnis
| Pos. | Nr. | Fahrer                               | Konstrukteur  | Runden | Zeit          | Ausfallgrund     | EM-Punkte |
| ---- | --- | ------------------------------------ | ------------- | ------ | ------------- | ---------------- | --------- |
| 1    | 16  | Richard Seaman                       | Mercedes-Benz | 22     | 3:51:46,1 h   |                  | 1         |
| 2    | 10  | Rudolf Caracciola / Hermann Lang     | Mercedes-Benz | 22     | + 04:20,1 min |                  | 2 / –     |
| 3    | 04  | Hans Stuck                           | Auto Union    | 22     | + 08:56,2 min |                  | 3         |
| 4    | 08  | Hermann Paul Müller / Tazio Nuvolari | Auto Union    | 22     | + 09:33,0 min |                  | 4 / –     |
| 5    | 20  | René Dreyfus                         | Delahaye      | 21     | + 1 Runde     |                  | 4         |
| 6    | 40  | Paul Pietsch                         | Maserati      | 20?    | + 2 Runden?   |                  | 4         |
| 7    | 42  | Renato Balestrero                    | Alfa Romeo    |        |               |                  | 4         |
| 8    | 30  | Pietro Ghersi                        | Alfa Romeo    |        |               |                  | 4         |
| 9    | 44  | Franco Cortese                       | Maserati      |        |               |                  | 4         |
| DNF  | 06  | Rudolf Hasse                         | Auto Union    | 15     |               | Motor            | 5         |
| DNF  | 14  | Hermann Lang / Walter Bäumer         | Mercedes-Benz | 15?    |               | Motor            | 5 / –     |
| DNF  | 12  | Manfred von Brauchitsch              | Mercedes-Benz | 15     |               | Unfall           | 5         |
| DNF  | 36  | Arthur Brookes Hyde                  | Maserati      | 14     |               | Unfall           | 5         |
| DNF  | 32  | Toulo de Graffenried                 | Maserati      | 14     |               | Kraftübertragung | 7         |
| DNF  | 24  | Giuseppe Farina                      | Alfa Romeo    | 14     |               | Mechanik         | 7         |
| DNF  | 28  | Piero Taruffi                        | Alfa Romeo    | 2      |               | Unfall           | 7         |
| DNF  | 02  | Tazio Nuvolari                       | Auto Union    | 2      |               | Unfall           | 7         |
| DNF  | 26  | Clemente Biondetti                   | Alfa Romeo    | 1      |               | Unfall           | 7         |
| DNF  | 22  | Gianfranco Comotti                   | Delahaye      | 1      |               | Getriebe         | 7         |
| DNF  | 38  | Herbert Berg                         | Maserati      | 1      |               | Kraftstoffpumpe  | 7         |

Schnellste Rennrunde:  Richard Seaman (Mercedes-Benz), 10:09,1 min = 134,8 km/h